# Golden State Warriors 2008-2009
La stagione 2008-09 dei Golden State Warriors fu la 60ª nella NBA per la franchigia.
I Golden State Warriors arrivarono terzi nella Pacific Division della Western Conference con un record di 29-53, non qualificandosi per i play-off.

## Risultati
| Squadra               | V  | P  | %    | GB |
| --------------------- | -- | -- | ---- | -- |
| Los Angeles Lakers    | 65 | 17 | 79,3 | -  |
| Phoenix Suns          | 46 | 36 | 56,1 | 19 |
| Golden State Warriors | 29 | 53 | 35,4 | 36 |
| Los Angeles Clippers  | 19 | 63 | 23,2 | 46 |
| Sacramento Kings      | 17 | 65 | 20,7 | 48 |

## Roster
| N° | Naz.                   | Ruolo | Sportivo          | Anno | Alt. | Peso \|\| |
| -- | ---------------------- | ----- | ----------------- | ---- | ---- | --------- |
| 1  | Stati Uniti (bandiera) | A     | Stephen Jackson   | 1978 | 203  | 99        |
| 3  | Stati Uniti (bandiera) | A     | Al Harrington     | 1980 | 206  | 104       |
| 4  | Stati Uniti (bandiera) | A     | Anthony Randolph  | 1989 | 208  | 93        |
| 5  | Stati Uniti (bandiera) | G     | Marcus Williams   | 1985 | 191  | 93        |
| 6  | Stati Uniti (bandiera) | G     | Jamal Crawford    | 1980 | 198  | 84        |
| 7  | Nigeria (bandiera)     | G     | Kelenna Azubuike  | 1983 | 196  | 100       |
| 8  | Stati Uniti (bandiera) | G     | Monta Ellis       | 1985 | 191  | 79        |
| 15 | Lettonia (bandiera)    | C     | Andris Biedriņš   | 1986 | 211  | 109       |
| 18 | Italia (bandiera)      | G     | Marco Belinelli   | 1986 | 196  | 87        |
| 20 | Stati Uniti (bandiera) | G     | DeMarcus Nelson   | 1985 | 193  | 91        |
| 21 | Francia (bandiera)     | A     | Ronny Turiaf      | 1983 | 208  | 113       |
| 22 | Stati Uniti (bandiera) | G     | Anthony Morrow    | 1985 | 196  | 95        |
| 23 | Stati Uniti (bandiera) | G     | C.J. Watson       | 1984 | 188  | 82        |
| 31 | Stati Uniti (bandiera) | A     | Rob Kurz          | 1985 | 206  | 105       |
| 32 | Stati Uniti (bandiera) | A     | Brandan Wright    | 1987 | 206  | 93        |
| 33 | Stati Uniti (bandiera) | A     | Jermareo Davidson | 1984 | 208  | 104       |
| 50 | Stati Uniti (bandiera) | A     | Corey Maggette    | 1979 | 198  | 99        |

## Staff tecnico
- Allenatore: Don Nelson
- Vice-allenatori: Larry Harris, Keith Smart, Stephen Silas, Russell Turner, Sidney Moncrief
- Preparatore atletico: Tom Abdenour
- Assistente preparatore atletico: Frank Bernard
- Direttore dello sviluppo atletico: Mark Grabow
- Preparatore fisico: John Murray
- Assistente allo sviluppo atletico: Rico Hines